# Prototheora drackensbergae
Prototheora drackensbergae là một loài bướm đêm thuộc họ Prototheoridae. Loài này có ở Nam Phi.